# 行列たまご
『行列たまご』（ぎょうれつたまご）は、2019年7月1日から同年12月23日まで、千葉テレビ放送（チバテレ）で放送されていたビジネス情報番組である。ただし、チバテレは番組制作に関与しておらず、オークファンの番組制作である。
番組のキャッチコピーは、『なぜ、あの商品には行列ができるのか？巷で人気・注目の行列商品・サービスを発掘・徹底解剖』

## 概説
コンセプトは、巷で人気の行列商品・サービスを発掘・徹底解剖するものであった。

## 出演者

### パーソナリティ
- 木下隆行（TKO）番組メインMC
- 山田麻莉奈　番組アシスタント
- 長谷川玲奈 コーナーMC

## 主題歌

### オープニングテーマ
- わっしょい☆バトルガール（ハチャメチャ声優ユニット STEM）
- Twinkle Tomorrow -Remix ver-（ハチャメチャ声優ユニット STEM）

### エンディングテーマ
- 気ままに流れ星（木村結香）
- 小さな花（Psalm）
- マダムシャバダバダ（Authentic Midget Orchestra）
- コスモス畑で恋をする（木村結香）

## 番組内容

### ビジネストレンティ
出演者(企業)：
株式会社トランク サービス名CARAETO(カラエト)(#21、#22)
株式会社wanted(#19、#20)
株式会社横浜環境デザイン(#17、#18)
株式会社きゅうべえ(#15、#16)
株式会社セキド(#13、#14)
グローバルパートナーズ株式会社　(#10 #11 #12)　
エール少額短期保険株式会社　(#8 #9)　
株式会社Toshin　(#6 #7)
株式会社楽市楽座　(#4 #5 )
創業手帳株式会社　(#1 #2 #3)

### おためし座談会
出演者：
株式会社モバオク(#10 #11 #12)
株式会社SynaBiz　(#3 #4 #5 #8 #9 #2 #1)
株式会社Dada(#6 #7)

### 行列たまご調査隊・今週の行列商品
会社と商品名：
テクノゲートウェイ株式会社　柔らか珪藻土バスマット トリリア5040SW　(#12)　
株式会社サンコー　洗ってふきとるクリーナー　(#11)　
株式会社サンコー　撥水タイルマット　(#10)　
株式会社八天堂　プレミアムフローズンスイーツパン詰合せ　(#9)　
株式会社マインドアート　stojo(ストージョ)　(#8)
和平フレイズ株式会社　じたぱん IH対応ガラス蓋付丸ごとパスタパン22×32cm　(#7)
株式会社アンツ　エアーかおる消臭枕カバー　(#6)
株式会社ネットプライス　JA紀南 紀州梅昆布茶　(#5)
株式会社ネットプライス　ひんやりハーフケット　(#4)
株式会社ネットプライス　MILSPECタオル　(#3)
株式会社Chivalry JAPAN　(#2)
株式会社ネットプライス　PCリペアゲルWセラム　(#1)

### 副業委員会 → 開業委員会
会社名：株式会社オークファン

## スタッフ
- 構成：荒井靖裕
- ナレーション：咲乃奈緒　YUKA　由野ロビン　宮野梓
- CAM：市川大祐　宮田翔太　戸口佳耶　菊池隆　工藤滉生
- 音声：福原正貴　磯田修平　對馬千鶴　吉田均
- EED：山浦真仁　谷川元基　宮田雄一
- MA：上甲典靖
- オフライン編集：松浦洋介　コンジュヨウ　劉其蓉
- 技術協力：テックサービス　スタジオナオ
- AD：陳鈺婷　ベン・ティラー　コウ コウ
- AP：郡司玲奈　松本賢一　髙橋力也
- ディレクター：松本賢一　大石渉　藤橋純子　松浦洋介
- プロデューサー：高木征太郎
- エグゼクティブプロデューサー：立川光昭
- 企画：鈴木信也（オークファン）
- 制作協力：東京コンテンツラボ
- 制作著作：オークファン

## 放送局
| 放送対象地域 | 放送局            | 系列   | 放送曜日・時間     | 放送日の遅れ | 備考 |
| ------------ | ----------------- | ------ | ------------------ | ------------ | ---- |
| 千葉県       | チバテレビ（CTC） | 独立局 | 月曜 10:55 - 11:25 | 製作局       |      |